# Anet (Berne)
« Ins » redirige ici. Pour les autres significations, voir Ins.
Pour les articles homonymes, voir Anet.
Anet, appelée en allemand Ins, également couramment utilisé en français, est un village et une commune suisse du canton de Berne, située dans l'arrondissement administratif du Seeland.

## Géographie

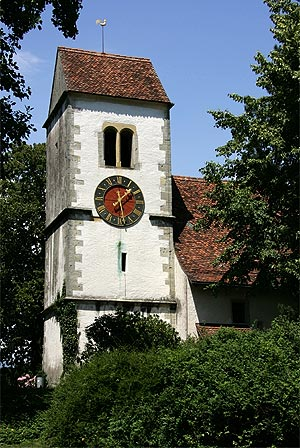
Église réformée d'Anet

Photo aérienne (1954)

Anet se situe dans le Grand-Marais, une étendue de terre noire particulièrement fertile, dans le Seeland bernois. Bien qu'Anet soit une petite commune, elle a fonction de centre pour les communes voisines, qui sont encore plus petites, en population et en superficie. Les communes voisines d'Anet sont Champion (Gampelen) (est), Tschugg, Cerlier, Fenis (Vinelz), Locras (Lüscherz) (nord), Bretiège (Brüttelen), Monsmier (Müntschemier) (ouest), Mont-Vully et Cudrefin (sud).

## Transports
Anet se trouve à la fin de la ligne Bienne–Täuffelen–Anet, appartenant à l’entreprise de transport Aare Seeland mobil (ASm), ainsi que sur les lignes BLS (Berne–Neuchâtel) et TPF (Fribourg–Morat–Neuchâtel). Les cars postaux circulent également entre Anet et Cerlier.

## Personnalités
Le peintre Albert Anker a passé toute sa vie à Anet, où une maison lui est consacrée.

## Domaine agricole pénitentiaire
Des terres appartenant à l'exploitation agricole dépendante de l'établissement pénitentiaire de Witzwil, situé sur la commune voisine de Champion, sont situées sur la commune. Cette exploitation agricole est la plus grande de Suisse.